# Капителон (Венеција)
Капителон (итал. Capitellon) је насеље у Италији у округу Венеција, региону Венето.
Према процени из 2011. у насељу је живело 66 становника. Насеље се налази на надморској висини од 15 м.